# エルヴェ・ゲマール

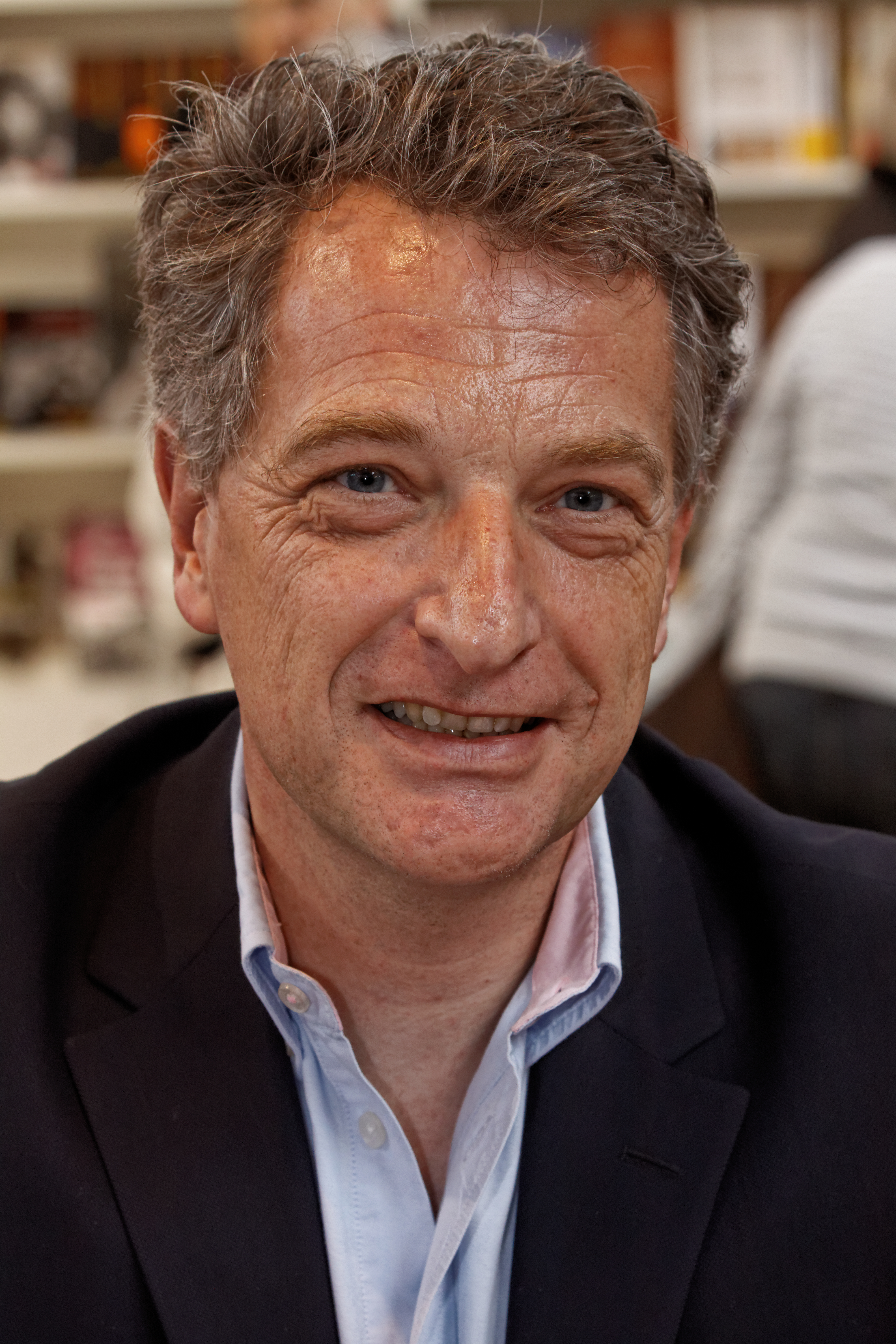
ゲマール、2012年

エルヴェ・ゲマール（Hervé Gaymard、1960年3月31日 -   ）は、フランスの政治家。2004年から2005年まで経済・財政・産業大臣（大蔵大臣、財務大臣に相当）。共和党所属。サヴォワ県ブール・サン・モーリス出身。

## 来歴
パリ政治学院を経て1986年にフランス国立行政学院（ENA）を卒業する。クララ・ゲマールや片山さつきはENAの同級生。ENA卒業後は、国家公務員として、大蔵省畑を歩む。
1993年国民議会議員に当選する。1999年サヴォワ県議会議長、2002年ジャン・ピエール・ラファラン内閣の農業・食糧・地方問題相を歴任する。2004年11月ニコラ・サルコジの後任として経済・財政・産業大臣に任命された。
就任当初は、44歳の若さと敬虔なカトリックで高級官僚でもあるクララ夫人との間に8人の子を儲けていること、シラク大統領の意を受けて減税に熱心なことなどから期待されるが、2005年2月16日、ル・カナール・アンシェネ紙によって、アパート（アパルトマン）の家賃、改装費、駐車料金などを国庫から負担させていたことが報道された。報道に対してゲマールの発言は二転三転し、更にスキャンダルが続出したことから2月25日辞任を余儀なくされた。